# Alexandre Zanetti
 (décembre 2019).
Si vous disposez d'ouvrages ou d'articles de référence ou si vous connaissez des sites web de qualité traitant du thème abordé ici, merci de compléter l'article en donnant les références utiles à sa vérifiabilité et en les liant à la section « Notes et références ».
Pour les articles homonymes, voir Zanetti.
Alexandre Zanetti est un scénariste, producteur et réalisateur français, installé à Paris. Depuis 2012, il se concentre sur la technique holographique et réalise plusieurs projets basés sur ce médium audiovisuel. Il travaille avec la technique de projection d'Animatik.

## Auteur / Réalisateur
Courts et moyens métrages
- 1998  : Happy-birthday, court métrage, avec Karine Lyachenko, Francis Lechat.
- 1999 : Jean-Michel, court-métrage avec Julien Boisselier, Claire Maurier, Jean-Claude Dreyfus, production la Petite Reine, diffusion canal+, prime à la qualité C.N.C.
- 2000 : Faut pas toucher, court-métrage, avec Karine Lyachenko.
- 2003 : Copains comme cochons, diffusion canal+, prix humour festival de Lorquin

Long métrage
2006 : Souriez vous êtes filmés, long métrage de fiction avec Yvan le Bolloc'h, Philippe Nahon, Jackie Berroyer, Armelle, Muriel Combeau, Jean-François Galotte. Production Pann-Européenne. 
Réalisations Holographiques
- 2012 : Défilé holographique à l'espace Pierre Cardin : Les dessous de la mode.
- 2014 : Le Grand Ballet Canadien : Lors de la performance artistique du Grand Ballet Canadien, les danseurs introduisent le concept holographique à l’intérieur de leur chorégraphie. C’est une richesse et un nouvel outil de création, la technologie se mêle aux techniques du corps. consultant pour la société Musion Canada
- 2017: Les Hologrammes dans la ville, des animaux sauvages vagabondent dans Paris. Projections Holographiques. Production Musion Canada.
- 2017 : Les Animaux Sauvages dans Genève.Projections Holographiques. Production Musion Canada.

Auteur
- 2005 : Vue de la lune , nouvelles optimistes recueillies par Sylvie Loeillet . Editions Gallimard.

Producteur ou coproducteur
1998 : Happy-birthday, court métrage de fiction, co produit par la société Hamster films
2003 : Copains comme cochons, court métrage de fiction,coproduction et diffusion Pathé.
2006  : Souriez vous êtes filmés, long métrage de fiction avec Yvan le Bolloc'h, Philippe Nahon, Jackie Berroyer, Armelle, Muriel Combeau, Jean François Galotte. Produit au sein de la société Pann-Européenne.
2007 : La revanche du Piaf court métrage de fiction de Julien Eudes Xavier Piré. Coproduction Benzine Films.